# Provincia de Tuy (Corona de Castilla)
Tuy fue una de las siete (originalmente cinco) provincias en que estuvo dividido el Reino de Galicia en la Edad Moderna, hasta la división provincial de 1833, en que pasó a formar parte de la nueva provincia de Pontevedra, conforma su territorio más meridional. Fue una de las últimas en ser creadas, apareciendo alrededor de 1550. Su capital era la ciudad episcopal de Tuy.

## Historia

### Límites
Su extensión era de 1656 km², y lindaba por el norte con la antigua provincia de Santiago, y por el este con la de Orense. Al sur lindaba con Portugal por el río Miño y por el oeste el límite era el océano Atlántico. Los límites respecto a Santiago estaban marcados por el río Verdugo y desde allí al extremo norte de la serra do Suído (Marco da Corcheta). Lindaba con la antigua provincia de Orense a la altura de la confluencia del pequeño arroyo Barxas con el Miño, en la orilla derecha de este último; desde allí seguía hacia el Norte a través de las cumbres de los montes de Barcia do Seixo, hasta llegar al ya citado Marco da Corcheta, donde también confluía la provincia de Santiago.
Aunque se pudiera creer que estos límites coincidían con los de la diócesis tudense, no era así, pues esta se extendía hasta localidades orensanas y portuguesas.

### Ciudades
Las localidades más importantes fueron, en principio, Tuy, que era y es sede episcopal, La Guardia, Bayona y Redondela; desde el siglo XVIII comenzó a destacar Vigo.

### Subdivisiones
La provincia estaba dividida en jurisdicciones, principalmente (Tuy, Vigo, Fragoso, Tomiño, Gondomar, Tebra, Bayona y Miñor, Redondela y Reboreda, Valadares, Salvaterra, Crecente, Arbo, Achas, etc) y algunos coutos (Goián, Picoña, Entenza, Parderrubias, Saxamonde, Zamáns, etc).

### Valor administrativo
Como en los demás casos de las antiguas provincias, no tenían las funciones administrativas que les fueron adjudicadas desde el período liberal. Su valor era fiscal, para repartir los impuestos, que se pagarían a través de la cabeza de la provincia, es decir, Tuy. Otro valor era representativo, pues los diputados de la Junta de Galicia, se repartían según esas mismas cabezas provinciales.